# Regen (Bawaria)
Regen – miasto powiatowe w Niemczech, w kraju związkowym Bawaria, w rejencji Dolna Bawaria, w regionie Donau-Wald, siedziba powiatu Regen. Leży w Lesie Bawarskim, około 150 km na północny wschód od Monachium, nad rzeką Regen, przy drodze B11, B85 i linii kolejowej Landshut – Klatovy.

## Dzielnice
W skład miasta wchodzą następujące dzielnice: Bürgerholz, Grubhügel, Riedham, St. Johann oraz wsie:Aden, Augrub, Bärndorf, Bettmannsäge, Dreieck, Ebenhof, Ecklend, Edhof, Eggenried, Finkenried, Frauenmühle, Großseiboldsried, Huberhof, Kagerhof, Kattersdorf, Kerschlhöh, Kleinseiboldsried, Kreuzerhof, Kühhof, March, Maschenberg, Matzelsried, Metten, Neigerhöhe, Neigermühle, Neusohl, Obermitterdorf, Oberneumais, Oleumhütte, Pfistermühle, Pometsau, Poschetsried, Reinhartsmais, Richtplatz, Rinchnachmündt, Rohrbach, Sallitz, Schauerhof, Schlossau, Schochert, Schollenried, Schönhöh, Schützenhof, Schwaighof, Schweinhütt, Spitalhof, Sumpering, Tausendbach, Thanhof, Thurnhof, Weißenstein, Weißensteiner-Au, Wickersdorf, Wieshof i Windschnur.

## Demografia
| Rok  | Liczba mieszk. |
| 1280 | 200            |
| 1828 | 1 196          |
| 1904 | 2 366          |
| 1974 | 9 029          |
| 2004 | 12 500         |
| 2005 | 12 553         |

## Współpraca
Miejscowości partnerskie:
- Hesja: Eschwege
- Czechy: Kašperské Hory
- Francja: Mirebeau
- Bawaria: Roth